# Andy Baquero
Andy Baquero Ruiz (La Habana, Cuba, 17 de agosto de 1994) es un futbolista profesional cubano; se desempeña en el terreno de juego como defensa lateral y mediocampista. Fue internacional absoluto con la selección de Cuba entre 2014 y 2019

## Trayectoria
| Club                 | País                 | Año         |
| -------------------- | -------------------- | ----------- |
| FC La Habana         | Cuba                 | 2013 - 2018 |
| Delfines del Este FC | República Dominicana | 2019 - 2021 |
| Valour FC            | Canadá               | 2021 - 2024 |

## Trayectoria internacional
Ha vestido la camiseta de la Selección de fútbol de Cuba en 24 ocasiones, participando en 2 ediciones de la Copa Oro de la Concacaf, (2015, 2019).
Datos curiosos:
- Es el único futbolista cubano en participar en 2 Mundiales de Fútbol de diferentes modalidades (Mundial Sub-20 de Turquía 2013 y Campeonato Mundial de Fútbol Sala de Colombia 2016).

- Durante su estancia en Cuba le fueron frustrados un total de 4 contratos profesionales por las instituciones que rigen el fútbol en Cuba.[1]

### Como cantante
Bajo el nombre de AB2, ha incursionado en la música, recibiendo incluso una nominación a los Premios Latinos de Canadá.